# Frente Sirio de Liberación Islámica
El Frente Sirio de Liberación Islámica (en árabe: جبهة تحرير سوريا الإسلامية‎, Jabhat Tahrīr Sūriyā al-Islāmiyyah, abreviado en ocasiones como SILF por sus siglas en inglés), fue una coalición de brigadas rebeldes islamistas que lucharon en contra del gobierno de Bashar al-Ásad durante la guerra civil siria. A finales de 2012 se había convertido en una de la coaliciones armadas más fuertes de Siria, representando hasta la mitad de los oponentes armados de al-Asad.
A finales de noviembre de 2013, Suqour al-Sham, la Brigada Al-Tawhid y Yeish al-Islam, los miembros más grandes e influyentes del Frente, anunciaron su adhesión al nuevo Frente Islámico. El 25 de noviembre de 2013, el SILF anunció mediante un comunicado en su web que cesaba todas las operaciones.

## Trasfondo
La alianza se fundó en septiembre de 2012 tras negociaciones secretas entre los líderes del grupo, y estaba liderada por Ahmed Eissa al-Sheij, el líder de la Brigada Suqour al-Sham. La coalición incluía a 20 grupos islamistas y tenía decenas de miles de luchadores activos por gran parte de Siria, eclipsando al Ejército Libre Sirio (ELS) en algunas regiones. Si bien algunos grupos se consideraban a sí mismos parte del SILF y del ELS a la vez, Abu Issa dijo que pese a que el grupo tenía como objetivo mantener relaciones fraternales con el ELS, declinaba ofrecer un apoyo total, y criticó a los líderes del ELS que permanecían en Turquía.
La coalición incluía a algunas de las unidades rebeldes más activas en la guerra civil, entre otras:
- Brigada de Suqour al-Sham (Idlib)
- Brigada Farouq (Homs)
- Liwa al-Islam (Damasco)
- Brigada al-Tawhid (Alepo).[11]

Otros grupos notables en la coalición incluían 
- Liwa Dawud[12]
- Consejo Revolucionario de Deir ez-Zor (Deir ez-Zor)
- Tajamo Ansar al-Islam (Damasco)
- Brigada de Amr Ibn al-Aas (Alepo)
- Brigada de al-Naser Salaheddin (Latakia).[10]

Estos grupos estaban geográficamente dispersos, variaban en tamaño e influencia y dependían de distintas fuentes de financiación. Se desconoce hasta que punto era efectiva la coordinación entre los diversos grupos de la coalición.

## Armamento
Según Abu Issa, la coalición obtenía sus armas de ataques a las Fuerzas Armadas de Siria y de traficantes de armas desde dentro y fuera de Siria. El grupo habría recibido además ayuda de Turquía y Catar. Miembros del Ejército Libre Sirio acusaron al grupo de monopolizar el suministro de armas a través de Turquía para marginar a grupos rebeldes no afiliados.

## Ideología
La ideología del grupo era islamista suní. Incluía a grupos salafistas e inspirados por los Hermanos Musulmanes. Sin embargo, la coalición no incluía grupos islamistas radicales, muchos de los cuales eran miembros del Frente Islámico Sirio, ni al yihadista Frente al-Nusra. Algunos en el ELS criticaron el grupo por su énfasis en la identidad islámica en un país diverso religiosamente. El grupo tenía una plataforma política minimalista, prometiendo proteger a las minorías y declarando que el punto de referencia del grupo era la ley religiosa musulmana. En julio de 2013, el líder del grupo pidió llevar a cabo ataques sectarios contra casas y aldeas alauitas, pero se retractó semanas más tarde.